# Nick Dempsey
Nick Dempsey (ur. 13 sierpnia 1980 w Norwich) – angielski żeglarz, specjalizujący się w windsurfingowej klasie RS:X, srebrny i brązowy medalista olimpijski, trzykrotny medalista mistrzostw świata.
Swoją karierę żeglarską rozpoczął od startów w klasie Mistral, w której zajął 16. miejsce na Letnich Igrzyskach Olimpijskich 2000, a następnie 3. miejsce na igrzyskach w Atenach.
Jego żona Sarah Ayton jest również żeglarką i medalistką olimpijską.